# Васил Попстоянов
Васил Попстоянов е български революционер, деец на Вътрешната македонска революционна организация.

## Биография
Васил Попстоянов е роден през 1886 година във валовищкото село Горни Порой, тогава в Османската империя, днес в Гърция. След 1913 година се установява трайно в град Петрич, където първоначално е дребен чиновник. Присъединява се към ВМРО и става един от най-приближените лица на войводата Алеко Василев. Той го назначава за окръжен касиер. Развива търговия с тютюни, в която влага организационни пари. За кратко време става милионер и дели приходите си с Алеко Василев.
След Търлиския инцедент влиза в граждански комитет заедно с Атанас Калибацев, Георги Чапразов, Христо Медникаров и д-р Илия Николчев, които апелират пред международната общественост за намеса срещу гръцките зверства.
Убит е по време на Горноджумайските събития през септември 1924 година по обвинение, че е участвал в заговора за убийството на Тодор Александров.